# Peter Mitterrutzner
Peter Mitterrutzner (* 27. Juni 1942 in Albeins, Brixen) ist ein Südtiroler Schauspieler.

## Leben
Mitterrutzner war Schriftsetzer beim R. Oldenbourg Verlag und bis 1995 Druckereileiter beim Athesia Verlag. Seit Beginn der 1970er Jahre spielte er auf der Pfarrbühne von Albeins und ist ein Mitbegründer der Rittner Sommerspiele. Mitterrutzner ist der Sprecher von zirka 150 Hörspielproduktionen, wirkte in zahlreichen Fernsehfilmen mit und spielt seit 1999 am Münchner Volkstheater.
2019 wurde Mitterrutzner für sein Lebenswerk mit dem Walther-von-der-Vogelweide-Preis ausgezeichnet.

## Filmografie (Auswahl)
- 2002: Tatort – Elvis lebt!
- 2002, 2007, 2020: SOKO Kitzbühel
- 2004: Tatort – Der Wächter der Quelle
- 2005: Die Geierwally
- 2005: Kurhotel Alpenschloss
- 2005: König der Herzen
- 2005: Der Judas von Tirol
- 2006: Im Tal des Schweigens / Teil 3
- 2006: Das Weihnachts-Ekel
- 2006: Vier Frauen und ein Todesfall (Fernsehserie, vier Folgen)
- 2006: König der Herzen (Fernsehfilm)
- 2007: Der Bulle von Tölz: Schonzeit
- 2007: Beste Zeit
- 2007: Im Tal des Schweigens / Teil 4
- 2007: Der Räuber Kneißl
- 2007: Der Brandner Kaspar
- 2008: Beste Gegend
- 2008: Zwei Herzen und ein Edelweiß (TV)
- 2009: Gletscherblut
- 2009: Polizeiruf 110 – Klick gemacht (Fernsehreihe)
- 2010: Der Atem des Himmels
- 2010: Die Tochter des Mörders (Fernsehfilm)
- 2010: Sau Nummer vier. Ein Niederbayernkrimi
- 2011: Eine ganz heiße Nummer
- 2012: Frühling für Anfänger
- 2013: Tatort – Unvergessen (Fernsehreihe)
- 2014: Trennung auf Italienisch
- 2014: Der stille Berg
- 2015: Prinzessin Maleen (Fernsehfilm)
- 2016: Der Bozen-Krimi: Das fünfte Gebot
- 2016: König Laurin
- 2016: Die Einsiedler
- 2016: Landkrimi – Sommernachtsmord (Fernsehreihe)
- 2017: Stadtkomödie – Herrgott für Anfänger (Fernsehreihe)
- 2018: Tatort – Freies Land (Fernsehreihe)
- 2020: Alles wird gut
- 2020: Landkrimi – Das Mädchen aus dem Bergsee (Fernsehreihe)
- 2022: Märzengrund
- 2023: Landkrimi – Dunkle Wasser (Fernsehreihe)